# Palomar 2, Mexiko
Palomar 2 är en ort i Mexiko.   Den ligger i kommunen Ocosingo och delstaten Chiapas, i den sydöstra delen av landet, 800 km öster om huvudstaden Mexico City. Palomar 2 ligger 1 254 meter över havet och antalet invånare är 667.
Terrängen runt Palomar 2 är huvudsakligen kuperad. Palomar 2 ligger nere i en dal. Runt Palomar 2 är det ganska tätbefolkat, med 75 invånare per kvadratkilometer. Närmaste större samhälle är Ocosingo, 14,8 km nordost om Palomar 2. I omgivningarna runt Palomar 2 växer i huvudsak städsegrön lövskog.